# Сільверайн Свер
Сільверайн Свер (1910 – 2014), широко відома як Конг Сіл (Конг означає старша сестра на мові кхасі) - індійська громадська та екологічна активістка, освітянка та державна службовиця. Вона була першою особою племінного походження, яка обіймала вищі посади в уряді Мегхалаї, і була лауреаткою Срібної медалі слона премії скаутів і гідів Бхарат і медалі Кайсар-і-Хінда. У 1990 році Уряд Індії нагородив її четвертою найвищою цивільною нагородою Падма Шрі, що робить її першою лауреаткою нагороди від штату Мегхалая.

## Біографія
Сільверайн Свер народилася 12 листопада 1910 року в християнській родині кхасі в Шиллонге, столиці північно-східного індійського штату Мегхалая. Після здобуття атестату в валійській школі дівчат-місіонерок, Шиллонг, вона закінчила бакалаврат Шотландський церковний коледж при Університеті Калькутти в 1932 році  і продовжила там, щоб отримати диплом з освіти (BT) у 1936 році. Її кар'єра почалася в 1937 році в її альма-матер, середній школі для дівчат в Вельзькій місії, а через рік у 1938 році вона була призначена радницею/тренеркою руху дівчат-гідок , відповідаючи за різні школи, розташовані в британських індійських регіонах Ассам, Мізорам і Східний Пакистан (сучасний Бангладеш).
У 1944 році Свер була обрана помічницею контролера з нормування при уряді Британської Індії. Вона займала цю посаду до 1949 року, коли звільнилася з державної служби, щоб зайнятися вчителюванням у школі Пайн-Маунт, Шиллонг. Вона пробула в школі три роки, поки не мала випадкової зустрічі з Н. К. Рустомджі, тодішнім радником губернатора Ассама з NEFA, який переконав її зайняти посаду головної спеціалістки з соціальної освіти Північно-східного прикордонного агентства (NEFA) з офісом у Пасігаті. З 1952 по 1968 рік вона залишалася в NEFA , а після цього повернулася до Шиллонга для дворічного перебування у своєму рідному місці, де була залучена до діяльності Руху доброї волі за моральне переозброєння (MRA). Вона була серед індійських делегатів, які в 1970 році відвідали Швецію у зв'язку з діяльністю MRA. Наприкінці своєї кар’єри вона очолювала Міжнародний рік жінок і Соціально-консультативну раду штату Мегхалая, очолювала рух State Guides як його уповноважена і була членом виконавчої ради Університету Північно-Східного Гілла.
Сільверайн Свер, яка залишалася активною протягом усього свого життя, померла 1 лютого 2014 року у віці 103 років у своїй резиденції в Ріатсамтії в Шиллонг. Її останки були поховані на цвинтарі пресвітеріанської церкви Маухар у високогірному місті.

## Нагороди та визнання
Її послуги як помічник контролера нормування в 1940-х роках принесли їй медаль Кайзера-і-Гінда від британського уряду. У 1976 році вона отримала медаль «Срібний слон» від скаутів і гідів Бхарат.  Вона також була лауреатом премії Patogan Sangma Award за соціальне служіння та премії RG Buruah Smriti Rakhya Samiti Award. Уряд Індії нагородив її нагородою Падма Шрі в 1990. У 2010 році, коли їй виповнилося сторіччя, губернатор Мегхалаї в Радж Бхавані, його офіційній резиденції, влаштувала спеціальну вечірку.